# Ecliptopera allobathra
Ecliptopera allobathra là một loài bướm đêm trong họ Geometridae.